# Courage Under Fire
 Courage Under Fire és una pel·lícula estatunidenca dirigida per Edward Zwick, estrenada el 1996.

## Argument
El tinent coronel Serling és examinat per un combat de la Guerra del Golf (1990-1991) on ha perdut alguns dels seus carros. Se li confia llavors una investigació sobre un aterratge forçós d'helicòpter l'oficial superior del qual, una dona, no ha tornat, encara que gairebé tots els seus homes se n'hagin escapat.

## Comentaris
La utilització de les potencialitats del cinema actua plenament en aquesta pel·lícula, on les diverses versions dels testimonis, encara que contradictòries, han estat rodades unes després de les altres.
Es poden destacar igualment alguns errors a la pel·lícula. La metralladora M60 del Sergent Monfriez és en fet una M249 SAW de calibre 5.56mm.
En l'escena final, es veu la capitana Walden disparar a soldats iraquians amb el fusell d'assalt M16, tirant durant més d'un minut mentre que el carregador de l'M16 no té més de 30 cartutxos i en automàtic el M16 és molt golafre en municions per la qual cosa aquesta acció és improbable.
A la pel·lícula, Ilario té el grau de sergent però en la seva entrevista amb Serling té galons d'especialista a la seva camisa.

## Repartiment
- Denzel Washington: Tinent coronel Nathaniel Serling
- Meg Ryan: Capitana Karen Emma Walden
- Lou Diamond Phillips: Sergent John Monfriez
- Michael Moriarty: General Hershberg
- Matt Damon: Sergent Ilario
- Bronson Pinchot: Bruno
- Seth Gilliam: Altameyer
- Regina Taylor: Meredith Serling
- Željko Ivanek: Ben Banacek
- Scott Glenn: Tony Gartner, Washington Post
- Tim Guinee: Rady
- Tim Ransom: Boylar
- Sean Astin: Patella
- Armand Darrius: Robins
- Ned Vaughn: Tinent Chelli